# Vranín (Štěpánovice)
Vranín je osada a základní sídelní jednotka obce Štěpánovice v okrese České Budějovice. Nachází se 2 km východně od ní, při silnici I/34 směrem na Třeboň. Nemá vlastní katastrální území.

## Geografie
Vranín se nachází v Třeboňské pánvi, na plošině mírně ukloněné k východu, poblíž rozhraní Lišovského prahu a Lomnické pánve.
Ze severu i z jihu k němu přiléhají lesy – na jihu polesí Vranín a na severu Malý Vranín. Na severu a východě hraničí s CHKO Třeboňsko.
Na východ od Vranína se táhne kaskáda rybníčků na přítoku do Spolského potoka resp. rybníka Svět – Včeličný, Travičný, Václavovský (s přítokem z Potěšílku) a Horní Zlatník. Západně od osady u odbočky silnic II/634 a III/14613 se nachází malá volně přístupná rozhledna v areálu firmy Best, postavená roku 2005.

## Historie
Na místě dnešní osady existovala ve středověku stejnojmenná ves, která zpustla koncem 14. století. Roku 1573 zde byl založen dvůr Vranín, zvaný také Kuna, kolem kterého vznikla dnešní osada.
V osadě stojí drobná výklenková kaple z roku 1785, renovovaná roku 1966.